# Vuillermin
Pour les articles homonymes, voir Vuillermin (homonymie).
Le vuillermin est un cépage de cuve noir.
Le cépage est un peu cultivé en Vallée d'Aoste dans les communes de Chambave, Pontey et Châtillon. Les analyses génétiques de José Vouillamoz montrent un lien avec le cépage fumin.[réf. souhaitée]
Le vuillermin fait partie d'une famille de cépages typiques des régions alpines du Valais et de la Vallée d'Aoste. Les autres cépages sont le bonda, le completer, le cornalin d'Aoste (ou humagne rouge), le cornalin du Valais, le crovassa, le durize, l'eyholzer, le fumin, le goron de Bovernier, l'himbertscha, l'humagne blanche, le lafnetscha, le mayolet, le ner d'Ala, la petite arvine, le petit-rouge, le planscher, le premetta (ou prié rouge), le prié blanc, le rèze, le roussin, le roussin de Morgex et le vien de Nus.

## Cycle végétatif
Les données ont été relevées entre 1994 et 1998 dans le hameau Hospice à une altitude de 600 m NN en exposition sud:
- Débourrement: 2 avril
- Floraison: 3 juin
- Véraison: 20 août
- Maturation: 22 octobre

Synonymes: Eperon, Spron (anciennes désignation dans l'ouvrage de Lorenzo Gatta au XIXe siècle)
Origine: cépage autochtone provenant de la Vallée d'Aoste